# Фьялер
Фьялер (норв. Fjaler) — коммуна в губернии Согн-ог-Фьюране в Норвегии. Административный центр коммуны — город Дале. Официальный язык коммуны — нюнорск. Население коммуны на 2007 год составляло 2849 чел. Площадь коммуны Фьялер — 416,67 км², код-идентификатор — 1429.

## История населения коммуны
Население коммуны за последние 60 лет.

Статистика коммуны Фьялер